# Синьйор Робінзон
Синьйо́р Робінзо́н (оригінальна назва італ. Il signor Robinson, mostruosa storia d'amore e d'avventure — «Містер Робінзон, жахлива історія кохання та пригод») — італійська кінокомедія 1976 року режисера Серджо Корбуччі. Головні ролі виконали Паоло Вілладжо та Зеуді Арайя. Це пародія на роман Данієля Дефо «Робінзон Крузо» 1719 року.

## Сюжет
Міланський гуру моди Роберто Мінгеллі вирушає з дружиною в круїз. Одного ранку він прокидається на вже затонулому кораблі, але йому вдається врятуватися на острові, де він знаходить покинуту хатину, власником якої був відомий Робінзон Крузо. Попри те, що міський хуліган здається абсолютно непридатним для виживання на безлюдному острові, Роберто згодом адаптується до свого місця розташування і навіть веде відносно щасливе життя. Але потім він виявляє, що він не один на острові: до нього приєднується симпатична молода тубілка, яку він називає П'ятницею, і все починає ускладнюватися.

## У ролях
| Актор          | Роль             |
| -------------- | ---------------- |
| Паоло Вілладжо | Роберто Мінгеллі |
| Зеуді Арайя    | П'ятниця         |
| Анна Ногара    | Магда            |
| Персі Хоган    | Мандінго         |

## Знімальний процес
Знімання фільму проходило на Сардинії: в затоці Орозей, а точніше на пляжах Кала Луна і Кала Сісіне, Кала Джінепро і Кала Фуїлі та на джерелі Су Гологоне.